# Toxoproctis
Toxoproctis is een geslacht van vlinders van de familie spinneruilen (Erebidae), uit de onderfamilie Lymantriinae.

## Soorten
- T. adrian Schintlmeister, 1994
- T. alticosmia Holloway, 1999
- T. altilodra Holloway, 1976
- T. anna Swinhoe, 1903
- T. bifurcata van Eecke, 1928
- T. celidota Collenette, 1932
- T. cincta Swinhoe, 1906
- T. coniochroa Bethune-Baker, 1908
- T. cornelia Schintlmeister, 1994
- T. cosmia Collenette, 1932
- T. cheela Swinhoe, 1903
- T. deliana van Eecke, 1928
- T. despina Schintlmeister, 1994
- T. dyssema Collenette, 1932
- T. eumorpha Collenette, 1932
- T. flavociliata Swinhoe, 1901
- T. flavolimbata Aurivillius, 1894

- T. helpsi Holloway, 1999
- T. hemibathes Swinhoe, 1906
- T. hemixanthoides Holloway, 1999
- T. hypolispa Collenette, 1932
- T. icoinnotata Collenette, 1947
- T. innotata Walker, 1865
- T. layi Schintlmeister, 1994
- T. munda Walker, 1862
- T. signiplaga Walker, 1862
- T. willotti Holloway, 1999